# Nevogilde (Lousada)
Nevogilde is een plaats (freguesia) in de Portugese gemeente Lousada en telt 2638 inwoners (2001).